# 宇陀
宇陀（うだ）は、奈良県東部、宇陀市および宇陀郡周辺を指す地域名称である。稀ではあるが、県内の他地域に倣って令制国の大和国（和州）東部の意から東和（とうわ）と称することもある。

## 概要

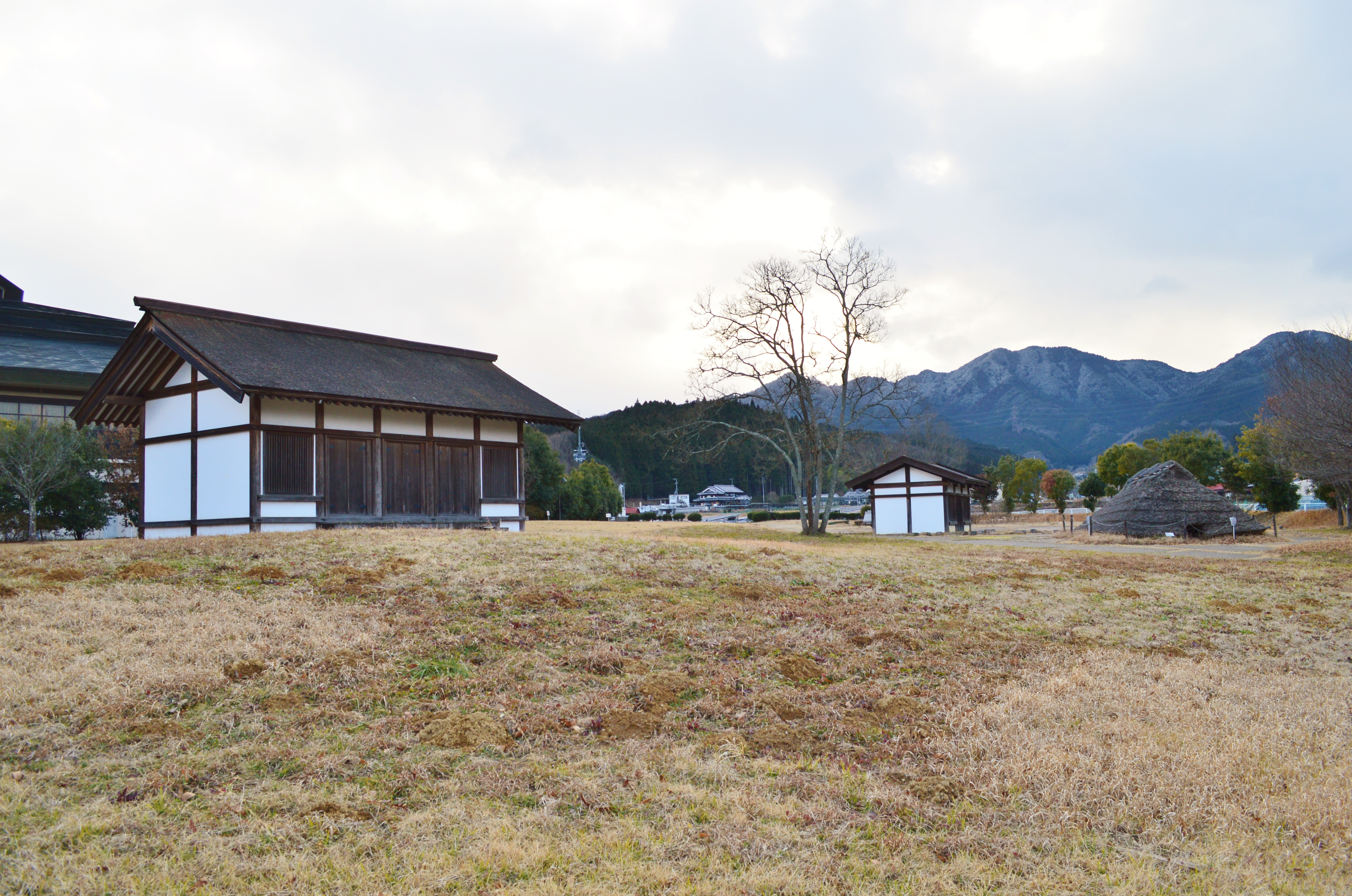
阿騎野の中心施設跡宇陀市大宇陀中庄の中之庄遺跡。

大和高原の南、竜門山地の東に位置し、北東に室生火山群、南東に高見山地が広がる。南西部は盆地状になっており、古くは阿騎野（あきの）と呼ばれた。柿本人麻呂が万葉歌を詠んだ地でもあり、古い歴史を持つ。中世には伊勢詣りの宿場町として松山を中心に発展したが、近世以降は鉄道の開通によって、榛原が地区の中心となっている。

### 自治体
- 宇陀市
- 宇陀郡曽爾村
- 宇陀郡御杖村

地理的な結びつきにより、吉野郡東吉野村も宇陀に含めることがある。宇陀郡6町村（当時）と東吉野村による合併構想もあったが、住民の「吉野」という地名消滅に対する反発もあり、頓挫した。一方、東里村の旧村域にあたる宇陀市の北端部は、もともと宇陀郡ではなく山辺郡だった地域である。